# Euscorpius trejaensis
Espèce
Euscorpius trejaensis est une espèce de scorpions de la famille des Euscorpiidae.

## Distribution
Cette espèce est endémique du Latium en Italie. Elle se rencontre au nord du Tibre.

## Description
Le mâle holotype mesure 24,71 mm et la femelle paratype 28,17 mm. Euscorpius trejaensis mesure de 24 à 28 mm.

## Étymologie
Son nom d'espèce, composé de treja et du suffixe latin -ensis, « qui vit dans, qui habite », lui a été donné en référence au lieu de sa découverte, le Treja.

## Publication originale
- Tropea & Parmakelis, 2022 : « Reconsideration of some populations of Euscorpius concinnus complex (Scorpiones, Euscorpiidae). » ZooKeys, no 1100, p. 117-164 (texte intégral).